# Іст-Бродвей (Мангеттен)
Іст-Бродвей (англ. East Broadway, укр. Східний Бродвей) — вулиця з двостороннім рухом зі сходу на захід у районах Чайна-таун, Ту-Бріджес та Нижній Іст-Сайд боро Нью-Йорка Мангеттен у штаті Нью-Йорк, США.
Іст-Бродвей починається на Чатем-сквер (також відомий як площа Кімлау) і проходить на схід під Манхеттенським мостом, продовжується повз Сьюард-парк і східний кінець Канал-стріт і закінчується на Гранд-стріт.
Західна частина вулиці перетворилася на мікрорайон, відомий як Маленький Фучжоу, або місто Фучжоу на Манхеттені (福州埠, 紐約華埠), переважно населене китайськими іммігрантами (головним чином Фучове, які емігрували з Фучжоу, Фуцзянь), тоді як східна частина була традиційно проживає велика кількість євреїв. Одну ділянку в східній частині Східного Бродвею, між Клінтон-стріт і Пітт-стріт, жителі неофіційно називали «шляхом Штейбеля», оскільки за всю свою історію на ньому було розташовано до десяти маленьких синагог («штейбелів»).

## Історія
У минулому Східний Бродвей був дуже добре відомий китайському населенню завдяки наявності двох китайських театрів, оскільки кілька інших китайських театрів були розташовані в різних частинах Китайського кварталу. Проте всі китайські кінотеатри закриті в Чайна-тауні.
У 1911 році під Манхеттенським мостом на Східному Бродвеї 75–85 відкрився театр Флоренції на 980 місць, де показували розваги на їдиші. Поряд з театром також був меблевий магазин під назвою Solerwitz & Law, заснований у 1886 році.
Потім у 1942 році його було перетворено на Новий кантонський театр. У ньому ставилися кантонські опери та інші типи вистав, як-от «Продаж грубих речей», «Красуня на долоні» та «Прекрасні метелики». Вистави часто відображали 1400-річну китайську традицію, як правило, засновану на фольклорі. Західні жителі часто ставилися до кантонської опери зневажливо як до надокучливої, нелюдської та несмачної.